# Czerwonka (gromada w powiecie makowskim)
Czerwonka – dawna gromada, czyli najmniejsza jednostka podziału terytorialnego Polskiej Rzeczypospolitej Ludowej w latach 1954–1972.
Gromady, z gromadzkimi radami narodowymi (GRN) jako organami władzy najniższego stopnia na wsi, funkcjonowały od reformy reorganizującej administrację wiejską przeprowadzonej jesienią 1954 do momentu ich zniesienia z dniem 1 stycznia 1973, tym samym wypierając organizację gminną w latach 1954–1972.
Gromadę Czerwonka z siedzibą GRN w Czerwonce utworzono – jako jedną z 8759 gromad na obszarze Polski – w powiecie makowskim w woj. warszawskim, na mocy uchwały nr VI/10/6/54 WRN w Warszawie z dnia 5 października 1954. W skład jednostki weszły obszary dotychczasowych gromad Ciemniewo, Czerwonka, Dąbrówka, Janopole, Lipniki, Mariampole, Perzanowo, Sewerynowo, Soje i Tłuszcz ze zniesionej gminy Perzanowo tymże powiecie. Dla gromady ustalono 20 członków gromadzkiej rady narodowej.
31 grudnia 1959 1 stycznia 1960 do gromady Czerwonka przyłączono wsie Adamowo, Guty Duże i Ponikiew Wielka ze znoszonej gromady Guty Duże w tymże powiecie (podkreślone i wykreślone zmiany retroaktywnie określone uchwałami z 25 lutego 1960).
31 grudnia 1961 do gromady Czerwonka włączono wsie Budzyno-Lipniki, Cieciórki Szlacheckie, Cieciórki Włościańskie, Kałęczyn, Krzyżewo-Marki i Nowe Zacisze ze zniesionej gromady Krzyżewo-Marki w tymże powiecie.
1 stycznia 1969 z gromady Czerwonka wyłączono część obszaru wsi Zacisze Nowe o powierzchni 39 ha, włączając ją do gromady Płoniawy-Bramura w tymże powiecie.
Gromada przetrwała do końca 1972 roku, czyli do kolejnej reformy gminnej. 1 stycznia 1973 w powiecie makowskim utworzono gminę Czerwonka.